# Стремутка

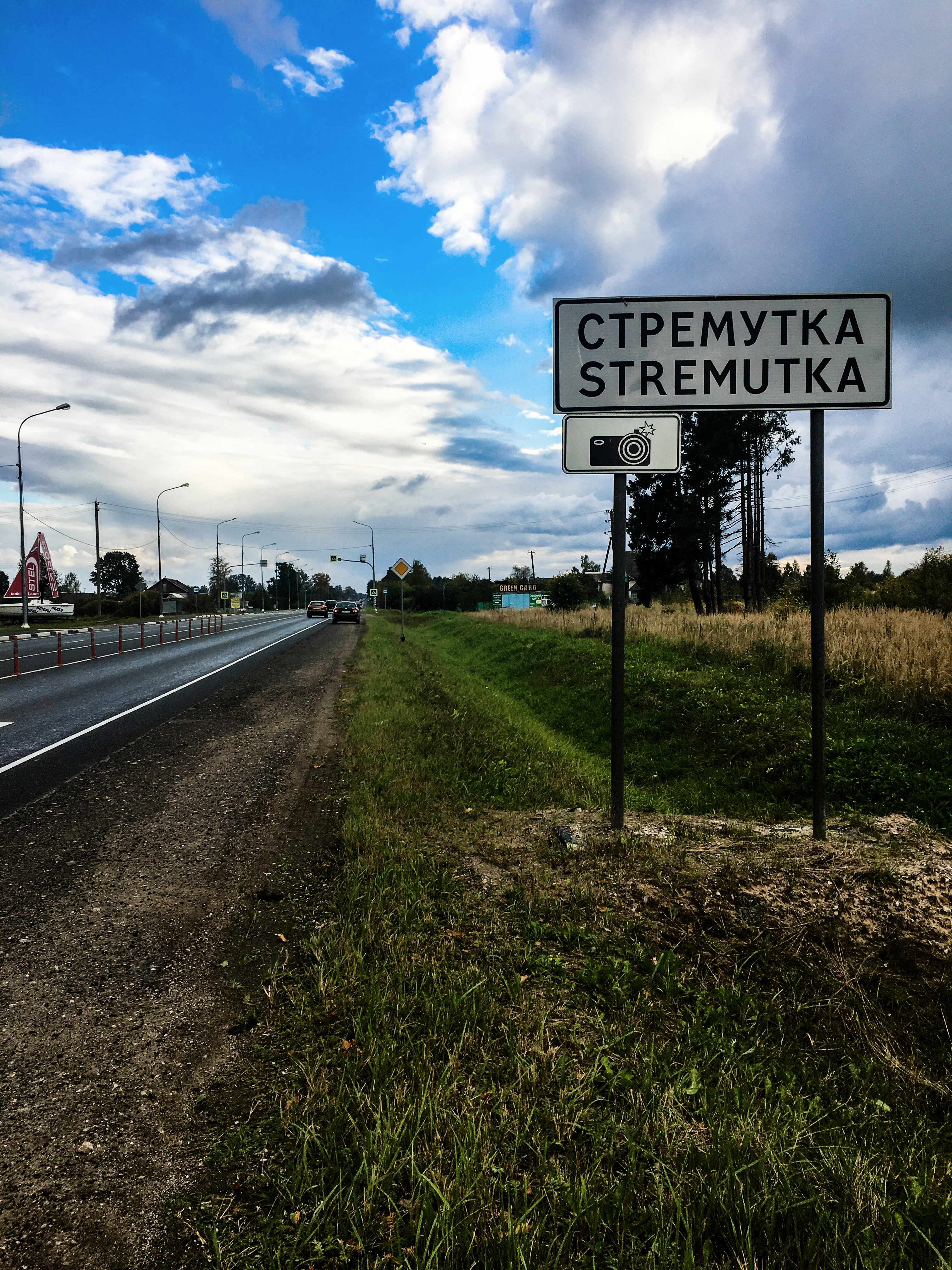
Дорожній знак на в'їзді до села Стремутка

Стремутка (рос. Стремутка) — присілок в Псковському районі Псковської області Російської Федерації.
Населення становить 795 осіб. Входить до складу муніципального утворення Ядровська волость.

## Історія
Від 2015 року входить до складу муніципального утворення Ядровська волость.

## Населення
| 2001 | 2002 | 2010 | 2016 |
| ---- | ---- | ---- | ---- |
| 584  | ↘557 | ↗562 | ↗795 |